# Смиљка Габелић
Смиљка Габелић (Загреб, 23. септембар 1949.) је историчарка уметности и научна саветница.

## Биографија
Смиљка Габелић је дипломирала 1974, магистрирала 1980. и докторирала 1988. на Филозофском факултету у Београду. На Институту за историју уметности Филозофског Факултета изабрана је за звање асистента, научног сарадника и научног саветника. Због стручног усавршавања и постдокторских студија боравила је на Кипру, у Бугарској, САД и Немачкој. Од 2002. до 2006. обављала је дужности управнице Института за историју уметности Филозофског Факултета. Чланица је редакције београдског часописа за средњовековну уметност Зограф и скопског часописа за културно наслеђе Патримониум. Смиљкини научни резултати су много допринели детаљнијем познавању средњовековне уметности у Србији и Византији. 
Фокус њеног научног рада и истраживања су иконографски приказ читавих циклуса арханђела попут Циклус Арханђела у византијској уметности, Београд 1991; Византијски и поствизантијски циклуси Арханђела (XI–XVIII век): преглед споменика, Београд 2004, портрети српске средњовековне властеле, као и иконографска, богословска и стилска анализа зидног сликарства средњовековних храмова (Манастир Лесново: историја и сликарство, Београд 1998; Манастир Конче, Београд 2008).